# 隱鰓鯢科
隱鰓鯢科（學名：Cryptobranchidae），為隱鰓鯢亞目下之一科。终生生活在水中，成体保有鳃裂，体侧有皮肤褶皱以增加皮肤面积用於在水中呼吸，前肢4趾後肢5趾。

## 行为
日本大鲵的人工饲养寿命长达 52 年。

### 进食
中国大鲵以水生昆虫、鱼、蛙、蟹和虾为食 。 由于视力不佳，它们利用头部和身体上的感觉节点探测水压的微小变化，从而找到猎物。

### 繁殖
在交配季节，蝾螈会向上游移动，雌性会在那里产下两串卵，每串 200 多枚。 雄性蝾螈没有其他物种那种刻板的求偶行为，它会在卵上释放精子，使卵在外面受精，然后守护卵至少三个月，直到卵孵化。 在这一阶段，幼虫以明显储存的脂肪为食，直到它们准备好捕食。一旦准备就绪，它们就会成群捕食，而不是单个捕食。

## 分類
泛隱鰓鯢類 Pancryptobrancha
- †烏克蘭鯢屬（英语：Ukrainurus） Ukrainurus
  - †Ukrainurus hypsognathus
- †初螈属 Chunerpeton
  - †天义初螈 Chunerpeton tianyiensis
- 隱鰓鯢科 Cryptobranchidae
  - 隱鰓鯢屬 Cryptobranchus
    - †薩斯喀徹溫大鯢 Cryptobranchus saskatchewanensis[7]
    - 美洲大鯢 Cryptobranchus alleganiensis

  - 大鯢屬 Andrias
    - 中國大鯢 Andrias davidianus (可能為至少五個不同物種的複合種)
    - 華南大鯢 Andrias sligoi [8][9]
    - 日本大鯢 Andrias japonicus
    - †Andrias bohemicus
    - †Andrias matthewi
    - †薛氏鯢 Andrias scheuchzeri

  - 屬 †Aviturus
    - †Aviturus exsecratus

  - 屬 †Ulanurus
    - †Ulanurus fractus

  - 屬 †Zaissanurus
    - †Zaissanurus beliajevae'

## 外部連結
- BBC article with video on Giant salamanders from Japan （页面存档备份，存于）
- Cryptobranchid Interest Group
- Tree of Life: Cryptobranchidae （页面存档备份，存于）
- Chinese Giant Salamander
- Japanese Giant Salamander （页面存档备份，存于）